# Модулярна форма
Модулярна форма — голоморфна функція визначена на верхній комплексній півплощині (тобто множині {\displaystyle \mathbb {H} =\{x+iy\;|y>0;x,y\in \mathbb {R} \}}), що є інваріантною щодо перетворень модулярної групи чи деякої її підгрупи і задовольняє умові голоморфності в параболічних точках. Модулярні форми і модулярні функції широко використовуються в теорії чисел, а також в алгебраїчній топології і теорії струн.

## Визначення

### Допоміжні визначення
Нехай {\displaystyle \gamma ={\begin{pmatrix}a&b\\c&d\end{pmatrix}}\in SL_{2}(\mathbf {Z} )} — квадратна матриця порядку 2 з цілочисельними елементами і визначником рівним одиниці. Для деякого {\displaystyle z\in \mathbb {H} } визначимо функцію {\displaystyle \gamma z=\left({\frac {az+b}{cz+d}}\right)}.
Також позначимо:
{\displaystyle \Gamma (N)=\left\{{\begin{pmatrix}a&b\\c&d\end{pmatrix}}\in SL_{2}(\mathbf {Z} ):a\equiv 1,b\equiv 0,c\equiv 0,d\equiv 1,{\pmod {N}}\right\}.}
Дані групи називаються головними конгруентними підгрупами рівня N. Також використовується позначення {\displaystyle \Gamma (1)=SL_{2}(\mathbf {Z} )}. Довільна група {\displaystyle \Gamma :\Gamma (N)\subseteq \Gamma \subseteq \Gamma (1)} називається конгруентною. Нехай {\displaystyle \gamma \in \Gamma } — деякий елемент конгруентної групи. Якщо {\displaystyle \operatorname {Tr} (\gamma )=\pm 2} (де {\displaystyle \operatorname {Tr} (\cdot )} — слід матриці) то цей елемент називається параболічним, а відповідне перетворення параболічним. Точка {\displaystyle s\in \mathbb {R} \cup {\infty }} називається параболічною, якщо існує параболічний елемент {\displaystyle \gamma \in \Gamma ,\,\gamma \neq {I,-I}}, такий що {\displaystyle \gamma s=s\,}.

### Модулярна форма
Нехай {\displaystyle \Gamma } — деяка конгруентна група. Функція f визначена на {\displaystyle \mathbb {H} } називається модулярною формою степеня (ваги) k для групи {\displaystyle \Gamma }, якщо виконуються умови:
1. {\displaystyle f(\gamma z)=(cz+d)^{k}f(z),\,\forall \gamma ={\begin{pmatrix}a&b\\c&d\end{pmatrix}}\in \Gamma };
2. {\displaystyle f(z)} — голоморфна в {\displaystyle \mathbb {H} };
3. {\displaystyle f(z)} голоморфна в параболічних точках групи {\displaystyle \Gamma }.

### Модулярна функція
Нехай {\displaystyle \Gamma } — деяка конгруентна група. Функція f визначена на {\displaystyle \mathbb {H} } називається модулярною функцією для групи {\displaystyle \Gamma }, якщо виконуються умови:
1. {\displaystyle f(z)} є інваріантною щодо дії групи {\displaystyle \Gamma }, тобто {\displaystyle f(\gamma z)=f(z),\,\forall \gamma ={\begin{pmatrix}a&b\\c&d\end{pmatrix}}\in \Gamma };
2. {\displaystyle f(z)} — мероморфна в {\displaystyle \mathbb {H} };
3. {\displaystyle f(z)} — мероморфна в параболічних точках групи {\displaystyle \Gamma }.

## Випадок групиΓ(1){\displaystyle \Gamma (1)}
Модулярна група {\displaystyle \Gamma (1)/\{I,-I\}\,} породжується двома матрицями {\displaystyle T=\ \left({\begin{array}{cc}1&1\\0&1\end{array}}\right)\,} і 
{\displaystyle S=\left({\begin{array}{cc}0&1\\-1&0\end{array}}\right)}. Тож для перевірки виконання перших умов визначень модулярних функцій і форм достатньо перевірити виконання умов {\displaystyle \ f(z)=f(z+1)} і {\displaystyle \ f(-1/z)=z^{k}f(z)}.
Параболічними точками даної групи є точки {\displaystyle \mathbb {Q} \cup \{\infty \}} і всі вони є еквівалентними, тобто {\displaystyle \forall a,b\in \mathbb {Q} \cup {\infty }} існує такий {\displaystyle \gamma \in \Gamma (1)}, що {\displaystyle \gamma a=b}. Тож достатньо перевірити голоморфність чи мероморфність лише в одній з цих точок. Найзручніше для цього взяти {\displaystyle \{\infty \}}. Завдяки властивості {\displaystyle \ f(z)=f(z+1)} функція f(z) може бути записана через ряд Фур'є через {\displaystyle q=\exp(2\pi iz)}.
Оскільки {\displaystyle \exp } на всій комплексній площині не рівний нулю то також {\displaystyle q\neq 0} але, {\displaystyle \exp(w)\to 0} коли {\displaystyle w\to -\infty } (по від'ємній дійсній осі), отже {\displaystyle q\to 0} коли {\displaystyle 2\pi iz\to -\infty }, тобто коли {\displaystyle z\to i\infty } (по додатній уявній осі).
Функція є мероморфною в безмежності якщо:
{\displaystyle f(z)=\sum _{n=-m}^{\infty }c_{n}\exp(2\pi inz)=\sum _{n=-m}^{\infty }c_{n}q^{n}.}
на всьому відкритому одиничному крузі.
Коефіцієнти {\displaystyle c_{n}} — коефіцієнти Фур'є функції {\displaystyle f},
Якщо {\displaystyle c_{n}=0} при {\displaystyle n<0} на всьому відкритому одиничному крузі то функція є голоморфною в безмежності.

### Пояснення
Для {\displaystyle \Gamma =\Gamma (1)} модулярну форму можна також означити, як однорідну голоморфну функцію F на множині ґраток в {\displaystyle \mathbb {C} }.
Тут ґратка - це підгрупа {\displaystyle \Lambda \cong \mathbb {Z} ^{2}} в {\displaystyle (\mathbb {C} ,+)}, породжена двома числами {\displaystyle \omega _{1}}, {\displaystyle \omega _{2}}, які утворюють базу {\displaystyle \mathbb {C} } над {\displaystyle \mathbb {R} }.
Однорідність F означає, що існує ціле {\displaystyle k\geq 0}, таке, що {\displaystyle F(\lambda \Lambda )=\lambda ^{-k}F(\Lambda )} для всіх {\displaystyle \lambda \in \mathbb {C} ^{\times }} і всіх ґраток {\displaystyle \Lambda }.
Досить обмежитись парною вагою k, інакше {\displaystyle F\equiv 0}.
За допомогою гомотетії {\displaystyle \lambda \cdot -} можна зробити, щоб {\displaystyle \omega _{2}=1}, а {\displaystyle \omega _{1}\in \mathbb {H} =\{\tau \in \mathbb {C} \mid \mathrm {Im} \tau >0\}} було параметром ґратки.
Функція {\displaystyle f:\mathbb {H} \to \mathbb {C} }, {\displaystyle f(\tau )=F(\mathbb {Z} .\tau +\mathbb {Z} .1)} має автоморфну властивість, еквівалентну однорідності F.
Голоморфність F означає голоморфність f і поліноміальну обмеженість росту f поблизу межі {\displaystyle \mathbb {H} }.
З обмеженості випливає, що {\displaystyle f(x+iy)=O(1)} при {\displaystyle y\to \infty } і {\displaystyle f(x+iy)=O(y^{-k})} при {\displaystyle y\to 0}.

## Загальний випадок
Якщо {\displaystyle \Gamma } — деяка підгрупа зі скінченним індексом групи {\displaystyle \Gamma (1)}, то множина параболічних точок теж рівна {\displaystyle \mathbb {Q} \cup \{\infty \}}, але в цьому випадку вони можуть не бути еквівалентними, тож умови голоморфності і мероморфності слід перевіряти окремо для кожного класу еквівалентності.
Для точки {\displaystyle \{\infty \}} стабілізатор породжується деякою матрицею {\displaystyle T^{M}=\left({\begin{array}{cc}1&M\\0&1\end{array}}\right)\,}. Оскільки f(z) інваріантна відносно {\displaystyle T^{M}}, то {\displaystyle \ f(z)=f(z+M)}. Тому якщо визначити {\displaystyle q=\exp \left({\frac {2\pi iz}{M}}\right)} то можна дати ознаки мероморфності і голоморфності подібні до попередніх.
функція є мероморфною в безмежності якщо:
{\displaystyle f(z)=\sum _{n=-m}^{\infty }c_{n}q^{n}.}
на всьому відкритому одиничному крузі.
Коефіцієнти {\displaystyle c_{n}} — коефіцієнти Фур'є функції {\displaystyle f},
Якщо {\displaystyle c_{n}=0} при {\displaystyle n<0} на всьому відкритому одиничному крузі то функція є голоморфною в безмежності.
Якщо точка {\displaystyle \tau \in \mathbb {Q} } не є еквівалентна безмежності в групі {\displaystyle \Gamma }, тоді можна знайти такий {\displaystyle \gamma \in \Gamma (1)}, що {\displaystyle \tau =\gamma (\infty )}. Тоді функція {\displaystyle F(z)=f(\gamma z)} є інваріантною щодо групи {\displaystyle \gamma \Gamma \gamma ^{-1}\subset \Gamma (1)}. Тоді {\displaystyle f(z)} буде голоморфною (мероморфною) в точці {\displaystyle \tau \in \mathbb {Q} }, якщо {\displaystyle F(z)} буде голоморфною (мероморфною) в безмежності.
Для {\displaystyle \Gamma =\Gamma (N)} говоримо про модулярні форми рівня N.
Модулярні форми ваги k і рівня {\displaystyle \Gamma } утворюють скінченновимірний простір {\displaystyle M_{k}(\Gamma )} (нульовий при {\displaystyle k<0}) і градуйована алгебра {\displaystyle M_{*}(\Gamma )=\oplus _{k\geq 0}M_{k}(\Gamma )} скінченнопороджена над {\displaystyle \mathbb {C} }.
Наприклад, {\displaystyle M_{k}(\Gamma (1))=0} для непарних k, а для парних k {\displaystyle \dim \,M_{k}(\Gamma (1))=[k/12]} при {\displaystyle k\equiv 2{\pmod {12}}} і {\displaystyle \dim \,M_{k}(\Gamma (1))=[k/12]+1} інакше.
Більш загально, якщо {\displaystyle \Gamma } - дискретна підгрупа {\displaystyle \mathrm {SL} (2,\mathbb {R} )}, і {\displaystyle \Gamma \backslash \mathbb {H} } має скінченний гіперболічний об'єм V (стосовно 2-форми {\displaystyle y^{-2}dx\,dy}), то {\displaystyle \dim \,M_{k}(\Gamma )\leq kV/(4\pi )+1} для всіх {\displaystyle k\geq 0}.
Зокрема, для підгрупи, що містить -1, {\displaystyle \Gamma \subset \Gamma (1)}, скінченного індексу r, {\displaystyle \dim \,M_{k}(\Gamma )\leq [kr/12]+1}.

## Приклади
- Одними з найпростіших прикладів модулярних форм є ряди Ейзенштейна ваги {\displaystyle k}, що визначаються для парного {\displaystyle k>2}:

{\displaystyle G_{k}(\tau )={\frac {1}{2}}\sum _{(m,n)\in \mathbb {Z} ^{2}\backslash (0,0)}{\frac {1}{(m+n\tau )^{k}}}.}
де {\displaystyle \tau \in \mathbb {H} }.
- Нехай

{\displaystyle g_{2}=60\sum _{(m,n)\neq (0,0)}(m+n\tau )^{-4},\qquad g_{3}=140\sum _{(m,n)\neq (0,0)}(m+n\tau )^{-6}} — модулярні інваріанти, {\displaystyle \Delta =g_{2}^{3}-27g_{3}^{2}} — модулярний дискримінант.
Визначимо також:
{\displaystyle j(\tau )=1728{g_{2}^{3} \over \Delta }} — основний модулярний інваріант (j-інваріант).
Виконуються рівності:
{\displaystyle g_{2}(\tau +1)=g_{2}(\tau ),\;g_{2}(-\tau ^{-1})=\tau ^{4}g_{2}(\tau )}
{\displaystyle \Delta (\tau +1)=\Delta (\tau ),\;\Delta (-\tau ^{-1})=\tau ^{12}\Delta (\tau )}
Також дані функції задовольняють відповідні властивості голоморфності. Тобто {\displaystyle g_{2}} — модулярна форма ваги 4, {\displaystyle \Delta } — модулярна форма ваги 12. Відповідно {\displaystyle g_{2}^{3}} — модулярна форма ваги 12, а {\displaystyle j(z)} — модулярна функція. Дані функції мають важливе застосування в теорії еліптичних функцій і еліптичних кривих.

### Пояснення
При дії групи {\displaystyle \mathrm {SL} (2,\mathbb {R} )} з вагою {\displaystyle k>0} на голоморфних функціях {\displaystyle \mathbb {H} \to \mathbb {C} }, {\displaystyle f\mapsto f|_{k}\gamma }, {\displaystyle \gamma ={\begin{pmatrix}a&b\\c&d\end{pmatrix}}\in \mathrm {SL} (2,\mathbb {R} )},
{\displaystyle (f|_{k}\gamma )(\tau )=(c\tau +d)^{-k}f\left({\frac {a\tau +b}{c\tau +d}}\right),}
стабілізатор точки 1 (постійної функції) при парному k - це матриці з {\displaystyle c=0}, {\displaystyle a=d=\pm 1}.
При дії {\displaystyle \Gamma (1)=\mathrm {SL} (2,\mathbb {Z} )} цей стабілізатор є {\displaystyle \Gamma _{\infty }=\{\pm {\begin{pmatrix}1&n\\0&1\end{pmatrix}}\mid n\in \mathbb {Z} \}}.
Множина класів суміжності {\displaystyle \Gamma _{\infty }\backslash \Gamma (1)} перебуває в бієкції з {\displaystyle \{(c,d)\in \mathbb {Z} ^{2}\mid }нсд{\displaystyle (c,d)=1\}/(\pm 1)}.
Ряд Айзенштайна
{\displaystyle E_{k}(\tau )=\sum _{\gamma \in \Gamma _{\infty }\backslash \Gamma (1)}1|_{k}\gamma ={\frac {1}{2}}\sum _{c,d\in \mathbb {Z} }^{(c,d)=1}{\frac {1}{(c\tau +d)^{k}}}}
абсолютно збігається при {\displaystyle k>2} і є нерухомою точкою дії {\displaystyle \mathrm {SL} (2,\mathbb {Z} )}, тобто модулярною формою ваги k рівня 1.
Комутативне кільце {\displaystyle M_{*}(\Gamma (1))=\mathbb {C} [E_{4},E_{6}]}.
Безпосередньо однорідну функцію від ґратки можна написати як {\displaystyle G_{k}(\Lambda )=(1/2)\sum _{\lambda \in \Lambda \backslash 0}\lambda ^{-k}}, {\displaystyle k>2}.
Звуження її на ґратки {\displaystyle \Lambda =\mathbb {Z} .\tau +\mathbb {Z} .1}, {\displaystyle \tau \in \mathbb {H} }, дає модулярну форму ваги k рівня 1
{\displaystyle G_{k}(\tau )={\frac {1}{2}}\sum _{m,n\in \mathbb {Z} }^{(m,n)\neq (0,0)}{\frac {1}{(m\tau +n)^{k}}},}
втім, {\displaystyle G_{k}(\tau )=\zeta (k)E_{k}(\tau )}.
Використовуючи ще одну нормалізацію {\displaystyle \mathbb {G} _{k}(\tau )=(k-1)!(2\pi i)^{-k}G_{k}(\tau )}, знаходимо розвинення її в ряд Фур'є від {\displaystyle q=e^{2\pi i\tau }}:
{\displaystyle \mathbb {G} _{k}(\tau )=-B_{k}/(2k)+\sum _{n=1}^{\infty }\sigma _{k-1}(n)q^{n}}, де {\displaystyle B_{k}} — число Бернуллі і {\displaystyle \sigma _{k-1}(n)=\sum _{d|n}d^{k-1}}.

## Квадратичні форми
Нехай {\displaystyle \theta (\tau )=\sum _{n\in \mathbb {Z} }\exp(\pi in^{2}\tau )} — тета-функція Якобі, {\displaystyle \tau \in \mathbb {H} }.
Тоді {\displaystyle \theta ^{2}} — модулярна форма ваги 1 рівня 4.
З одновимірності певного простору модулярних форм випливає, що число представлень цілого {\displaystyle n>0} як суми квадратів двох цілих чисел є {\displaystyle 4\sum _{d|n,\,d>0}^{(d,2)=1}(-1)^{(d-1)/2}}.
З того, що {\displaystyle \theta ^{4}} - модулярна форма ваги 2 рівня 4 виводиться: число представлень цілого {\displaystyle n>0} як суми квадратів чотирьох цілих чисел є {\displaystyle 8\sum _{d|n,\,d>0}^{d\not \equiv 0{\pmod {4}}}d}.
Узагальнюючи, розглянемо додатно визначену квадратичну форму {\displaystyle Q:\mathbb {Z} ^{m}\to \mathbb {Z} }, {\displaystyle Q(x)=x^{t}Ax/2}, де {\displaystyle A\in \mathrm {Mat} (m,\mathbb {Z} )} - симетрична додатно визначена матриця з парними діагональними елементами.
З нею асоціюється тета-ряд
{\displaystyle \Theta _{Q}(\tau )=\sum _{x_{1},\dots ,x_{m}\in \mathbb {Z} }q^{Q(x_{1},\dots ,x_{m})}=\sum _{n=0}^{\infty }R_{Q}(n)q^{n},}
де {\displaystyle q=e^{2\pi i\tau }} і {\displaystyle R_{Q}(n)=\#\{x\in \mathbb {Z} ^{m}\mid Q(x)=n\}}.
Нехай N — найменше додатне ціле, таке, що {\displaystyle NA^{-1}\in \mathrm {Mat} (m,\mathbb {Z} )} має парні діагональні елементи.
Тоді для {\displaystyle m=2k}, {\displaystyle k\in \mathbb {Z} _{>0}}, функція {\displaystyle \Theta _{Q}} є модулярною формою ваги k рівня N.
Зокрема, для {\displaystyle \det A=1}, {\displaystyle \Theta _{Q}} є модулярною формою ваги k рівня 1.
Наприклад, це вірно для ґратки {\displaystyle E_{8}} ({\displaystyle m=8}) або ґратки Лича ({\displaystyle m=24}).

## Оператори Геке
На просторі модулярних форм ваги k рівня 1 діє оператор Геке {\displaystyle T_{m}}, {\displaystyle m\geq 1}.
Він переводить однорідну функцію F степеня -k від ґратки {\displaystyle \Lambda \subset \mathbb {C} } в суму {\displaystyle T_{m}F(\Lambda )=m^{k-1}\sum F(\Lambda ')}, де {\displaystyle \Lambda '\subset \Lambda } пробігає підґратки індексу m.
Константа нормалізації вибрана так, щоби ряди з цілими коефіцієнтами Фур'є переходили в такі ж.
Скінченна множина ґраток {\displaystyle \Lambda '\subset \Lambda } індексу m ототожнюється з множиною {\displaystyle \Gamma (1)\backslash {\mathcal {M}}_{m}}, де {\displaystyle {\mathcal {M}}_{m}\subset \mathrm {Mat} (2,\mathbb {Z} )} - множина матриць {\displaystyle \gamma ={\begin{pmatrix}a&b\\c&d\end{pmatrix}}} з визначником m.
Тому
{\displaystyle T_{m}f(\tau )=m^{k-1}\sum _{\gamma \in \Gamma (1)\backslash {\mathcal {M}}_{m}}(c\tau +d)^{-k}f\left({\frac {a\tau +b}{c\tau +d}}\right).}
За представників класів суміжності можна обрати цілочисельні матриці {\displaystyle {\begin{pmatrix}a&b\\0&d\end{pmatrix}}} з {\displaystyle ad=m}, {\displaystyle 0\leq b<d}.
Тому
{\displaystyle T_{m}f(\tau )=m^{k-1}\sum _{ad=m}^{d>0}d^{-k}\sum _{b{\pmod {d}}}f((a\tau +b)/d).}
Всі оператори {\displaystyle T_{m}} комутують і є нормальними відносно скалярного добутку Петерсона, тож {\displaystyle M_{k}(\Gamma (1))} має базу спільних власних векторів (Геке).
Ці вектори f можна нормалізувати умовою {\displaystyle a_{1}=1} для {\displaystyle f=\sum _{n\geq 0}a_{n}q^{n}} і нормалізований власний базис є єдиним.
Прикладами нормалізованих власних функцій слугують {\displaystyle \Delta } і {\displaystyle \mathbb {G} _{k}}, {\displaystyle k\geq 4}.
З кожною модулярною формою {\displaystyle f=\sum _{n\geq 0}a_{n}q^{n}} ваги k пов'язується ряд Діріхле {\displaystyle L(f,s)=\sum _{n=1}^{\infty }a_{n}n^{-s}}.
Якщо f - нормалізована власна функція Геке, то
{\displaystyle L(f,s)=\prod 1/(1-a_{p}p^{-s}+p^{k-1-2s}),}
де p пробігає прості числа.
Для довільної модулярної форми f з {\displaystyle a_{0}=0} ряд Діріхле продовжується до цілої функції від s і задовольняє функціональному рівнянню {\displaystyle L^{*}(f,k-s)=(-1)^{k/2}L^{*}(f,s)}, де {\displaystyle L^{*}(f,s)=(2\pi )^{-s}\Gamma (s)L(f,s)} - теж ціла функція.

## Застосування
З гіпотези Шимури — Таніями — Вейля, доведеної Вайлсом, Тейлором, Брейлем, Конрадом, Даймондом наприкінці двадцятого століття (кожна еліптична крива над {\displaystyle \mathbb {Q} } може бути параметризована модулярними функціями) випливає (Рібет) велика теорема Ферма: для {\displaystyle n>2} не існує додатних цілих a, b, c з {\displaystyle a^{n}+b^{n}=c^{n}}.